# Bernard Kouchner

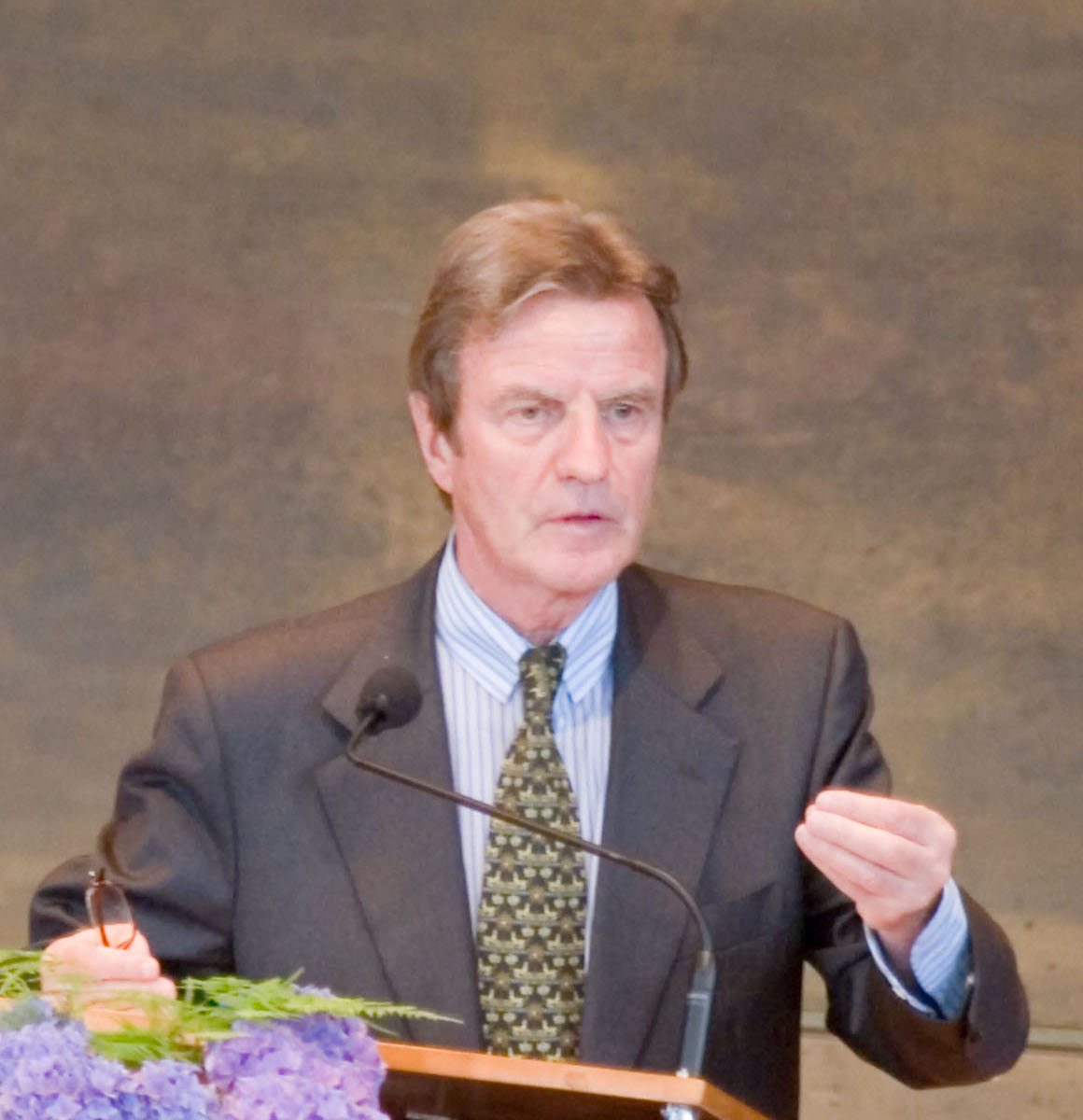
Bernard Kouchner (2006)

Bernard Kouchner (Avignon (Vaucluse), 1 november 1939) is een Franse arts (gespecialiseerd in de gastro-enterologie) en een politicus en staat bekend als mede-oprichter van Médecins Sans Frontières (Artsen zonder Grenzen), een hulpverleningsorganisatie die hij een aantal jaren na haar oprichting weer verliet. Hij was van 18 mei 2007 tot 14 november 2010 minister van Buitenlandse Zaken in de regering-Fillon.
Afkomstig uit een gezin waarvan de vader joods was en de moeder protestants, begon hij begin jaren zestig zijn politieke loopbaan als lid van de Parti Communiste Français (PCF). In 1966 werd hij echter als lid geroyeerd en kwam hij bij de Parti Socialiste (PS) terecht.
Zijn publieke optreden begon in mei 1968 als stakingsleider aan de medische faculteit van Parijs. Vervolgens ging hij als hulpverlener van Secours médical français (SMF) naar Biafra. Mede door zijn inzet werd deze organisatie in 1971 omgevormd tot het huidige Médecins Sans Frontières (Artsen zonder Grenzen). In 1979 kreeg hij ruzie met de directeur en verliet hij deze hulpverleningsorganisatie, om het jaar daarop Médecins du monde op te richten.
In 1988 en 1992 was hij kortstondig staatssecretaris en minister van volksgezondheid. In 1993 richtte hij de Fondation pour l’action humanitaire op. In dat jaar kreeg Kouchner ook een eredoctoraat van de Katholieke Universiteit Nijmegen. In 1994 werd hij voor de Parti Radical de Gauche (PRG) verkozen in het Europees Parlement. Deze Parti Radical de Gauche, waartoe ook de bekende zakenman en politicus Bernard Tapie behoorde, vormde begin jaren negentig een directe bedreiging voor de Parti Socialiste. Later keerde Kouchner weer naar de PS terug.
Van 1999 tot 2001 was hij als speciale afgezant van de Verenigde Naties belast met het interim-bestuur van de Servische provincie Kosovo. In 2003 stemde hij in met de Amerikaans-Britse militaire interventie in Irak.

## Minister van Buitenlandse Zaken
Op 18 mei 2007 werd hij minister van Buitenlandse Zaken in de nieuwe regering-Fillon van de pas verkozen president Nicolas Sarkozy. Volgens Thierry Meyssan had de Amerikaan Frank G. Wisner een rol in zijn benoeming. Wisner, een vriend van Sarkozy, ex-CIA, oud-ambassadeur en Bush' speciale afgezant voor de onafhankelijkheid van Kosovo, wilde dat Kouchner minister van Buitenlands Zaken werd om twee redenen: het bewerkstelligen van de onafhankelijkheid van Kosovo en een verandering van het Franse beleid ten aanzien van de Arabische wereld.
In Frankrijk wekte de benoeming de ergernis op van de Franse socialisten: in hun ogen was dit een zet tegen de partij. François Hollande, eerste secretaris van de socialistische partij, verklaarde dat Kouchner door solidair te zijn met deze regering politiek rechts zou steunen tegen de socialistische kandidaten tijdens de verkiezingen van de Assemblée Nationale in juni 2007. De socialisten besloten daarop een procedure te beginnen om Kouchner uit de socialistische partij te zetten.
In november 2010 werd Kouchner als minister opgevolgd door Michele Alliot-Marie.

## Varia
- Kouchner speelt een ondergeschikte rol als personage in de roman Mogelijkheid van een eiland (2005) van Michel Houellebecq.

- Bibliothèque nationale de France: cb119100211 (data)
- CiNii: DA04542923
- Gemeinsame Normdatei: 119168065
- International Standard Name Identifier: 0000 0003 6855 7748
- Library of Congress Control Number: n81008325
- Nationale Bibliotheek van Tsjechië: js20070615012
- Nationale bibliotheek van Australië: 35280912
- Nationale Bibliotheek van Israël: 987007313588005171
- Nationale Bibliotheek van Polen: a0000002852080
- Nederlandse Thesaurus van Auteursnamen: 07452433X
- Réseau des bibliothèques de Suisse occidentale: 02-A003470264
- SNAC: w6zb2txr
- Système universitaire de documentation: 026952998
- Trove: 895653
- Virtual International Authority File: 79028788
- WorldCat: E39PBJjHgcx7k6PTbgbqyxpMfq